# Юбэнкс, Кристофер
Кристофер Юбэнкс (англ. Christopher Eubanks; род. 5 мая 1996, Атланта) — американский профессиональный теннисист. Четвертьфиналист двух турниров Большого шлема: в одиночном разряде (Уимблдон-2023) и в парном разряде (US Open-2020); победитель одного турнира ATP (Mallorca Championships-2023) в одиночном разряде; победитель семи турниров ATP Challenger (4 — в одиночном разряде).

## Биография
Родился в семье Марка и Карлы Юбэнкс; есть брат — Марк.
Начал играть в теннис в два года. Любимое покрытие — хард. Во время взросления кумирами в мире тенниса были Артур Эш и Роджер Федерер.
Он играл в теннис в колледже Технологического института Джорджии за команду «Желтые куртки». Там он стал двукратным чемпионом Америки среди студентов и дважды был назван игроком года студенческой лиги ACC. Двукратный чемпион Америки среди студентов и дважды был назван игроком года студенческой лиги ACC.

## Спортивная карьера

### 2020
В парном разряде вместе с Маккензи Макдональдом он дошёл до четвертьфинала Открытого чемпионата США 2020 года.

### 2023
1 июля 2023 года Юбэнкс завоевал свой первый титул в одиночном разряде, став победителем турнира ATP 250 на траве Mallorca Championships (Мальорка, Испания), с призовым фондом €915 630.
Крупнейшим достижением в одиночном разряде стал его выход в четвертьфинал Уимблдонского турнира 2023 года, где он в пяти сетах проиграл россиянину Даниилу Медведеву.

### 2024
В середине января 2024 года на турнире Большого шлема Australian Open, Юбэнкс в первом круге одиночного разряда победил японца Таро Даниэля, но во втором круге проиграл россиянину Андрею Рублёву.
На этом турнире он также выступил в парном разряде вместе с соотечественником Беном Шелтоном, где они в первом круге проиграли немецким теннисистам Доминику Кёпферу и Яннику Ханфману.

## Рейтинг на конец года
| Год  | Одиночный рейтинг | Парный рейтинг |
| 2023 | 34                | 341            |
| 2022 | 124               | 300            |
| 2021 | 161               | 257            |
| 2020 | 235               | 201            |
| 2019 | 230               | 286            |
| 2018 | 168               | 529            |
| 2017 | 341               | 239            |
| 2016 | 651               | 842            |
| 2015 | —                 | 597            |

## Выступления на турнирах

### Финалы турнировATPв одиночном разряде (1)

#### Победы (1)
| Легенда                     |
| --------------------------- |
| Турниры Большого шлема (0)* |
| Итоговый турнир ATP (0)     |
| ATP Мастерс 1000 (0)        |
| АТР 500 (0)                 |
| АТР 250 (1)                 |

| Титулы по покрытиям | Титулы по месту проведения матчей турнира |
| ------------------- | ----------------------------------------- |
| Хард (0)*           | Зал (0)                                   |
| Грунт (0)           | Зал (0)                                   |
| Трава (1)           | Открытый воздух (1)                       |
| Ковёр (0)           | Открытый воздух (1)                       |

* количество побед в одиночном разряде.
| №  | Дата        | Турнир               | Покрытие | Соперник в финале | Счёт    |
| 1. | 1 июля 2023 | Санта-Понса, Испания | Трава    | Адриан Маннарино  | 6-1 6-4 |

## Победы над теннисистами из топ-10
- Юбэнкс имеет результат 1-4 (20,0 %) против игроков, которые на момент проведения матча входили в десятку лучших.

По состоянию на 15 июля 2023 года
| №    | Игрок            | Рейтинг | Турнир              | Покрытие | Этап      | Счёт                       | Рейтинг Юбэнкса |
| 2023 | 2023             | 2023    | 2023                | 2023     | 2023      | 2023                       | 2023            |
| ---- | ---------------- | ------- | ------------------- | -------- | --------- | -------------------------- | --------------- |
| 1.   | Стефанос Циципас | 5       | Уимблдонский турнир | Трава    | 4-й раунд | 3-6, 7-6(4), 3-6, 6-4, 6-4 | 43              |